# كونتات ودوقات أنجو

شعار دوقات أنجو.

حكم كونت أنجو الكونتية منذ القرن التاسع بحيث منحت لأول مرة من قبل الملك شارل الأصلع لـ روبرت القوي، تم تغيير سلالة من قبل إنغيلغير الذي استخدم لقب فيكونت أنجو، ومع ذلك استطاع ابنه فولك الأحمر من استخدم لقب كونت أنجو، حاول خلفاء روبرتيون الكابيتيون استرداد مقاطعة ولكنهم لم ينجحوا في ذلك حتى عهد فيليب الثاني أوغسطس في 1204 بعد أكثر من 270 عاماً.
انتهى خط إيغيلغير من الذكور مع جيفري الثاني، بحيث انحدر كونتات أنجو لاحقاً من شقيقة جيفري إرمينغارد من أنجو، كان من بينهم الأنجويون بحيث استطاعوا تكوين الإمبراطورية القارية ضمت ممتلكات في إنجلترا وفرنسا، ومع ذلك تمكنت فرنسا أخيراً من استرجاع أراضيها تدريجياً، وبعد 1360 تم منح دوق أنجو لعدة مرات لأفراد من آل فالوا وبوربون.
على غرار لقب دوق يورك في إنجلترا، لم يكن أحد من أولئك الذين حصلوا على لقب دوق أنجو (باستثناء إنشاء الأول) قادر على إحالته على ورثته، بحيث يعود إلى التاج إما بوفاته دون وريث ذكر أو بصعوده إلى العرش.
لفترة وجيزة تم تمرير اللقب إلى فيليب وهو حفيد الملك لويس الرابع عشر حتى اعتلائه العرش الإسباني كـ فيليب الخامس من إسبانيا، بعد انقراض خط البوربوني الفرنسي الرئيسي، طالب بعض أحفاده بالعرش الفرنسي، وحمل بعضهم اللقب كـ مناصرون للسلطة التشريعية حتى وقتنا الحاضر، وعلى نقيض ذلك حمل ابن شقيق الزاعم أورلياني اللقب منذ 2004.

## كونتات أنجو

### سلالة روبرتيون
| الاسم                                                      | الصورة | الميلاد                                     | الزواج                 | الوفاة       |
| ---------------------------------------------------------- | ------ | ------------------------------------------- | ---------------------- | ------------ |
| روبرت القوي 861–866 أيضا: ماركيز نيوستريا، كونت تور        |        | 820 ؟ ابن روبرت الثالث دي فورمس و فالدريد   | ؟ ابنين                | 866 العمر 45 |
| أودو 866-898 أيضا: ملك الفرنجة، ماركيز نوستريا، كونت فرنسا |        | 852 لا فير ابن روبرت القوي و أديلايد من تور | تيوديراد دي تروا ابنين | 898 العمر 46 |

### أسرة إنغيلغير
| الاسم                         | الصورة | الميلاد                                  | الزواج | الوفاة                      |
| ----------------------------- | ------ | ---------------------------------------- | --- | --------------------------- |
| إنغيلغير (فيكونت أنجيه)       |        | 845 رين ابن تيرتولوس (تيرتول) وبيترونيلا | أديلايز من أمبويز ابن واحد | 888 العمر 42                |
| فولك الأول الأحمر 929–942     |        | 870 ابن إنغيلغير وأديلايز دي أمبويز      | روزال دي لوشز ابن واحد | 942 العمر 72                |
| فولك الثاني الطيب 942–958     |        | 905 ابن فولك الأحمر                      | غيربيرغ ابنين | 11 نوفمبر 960 تور العمر 55  |
| جيفري الأول ثوب رمادي 960–987 |        | 940 ابن فولك الطيب                       | (1) أديل دي ماو 4 أبناء (2) أديلايز دي شالون مارس 979 ابن | 21 يوليو 987 العمر 47       |
| فولك الثالث الأسود 987–1040   |        | 972 ابن جيفري ثوب رمادي و أديل دي ماو    | (1) إليزابيث دي فندوم ابنة (2) هيلدغارد دي سندغو 1001 3 أبناء | 21 يونيو 1040 ميتز العمر 68 |
| جيفري الثاني مارتل 1040–1060  |        | ابن فولك الأسود و هيلدغارد دي سندغو      | (1) أغنيس من بورغندي 1032 ليس لديهم أبناء (2) غريس دي لانغايس ليس لديهم أبناء (3) أديل ليس لديهم أبناء (4) غريس دي لانغايس ليس لديهم أبناء (5) أديلايد ليس لديهم أبناء |                             |

### ملوك إنجليز الأنجويينوبلانتاجانت
| الاسم | الصورة               | الميلاد                                                                  | الزواج | الوفاة                           |
| --- | -------------------- | ------------------------------------------------------------------------ | --- | -------------------------------- |
| جيفري الثالث المتلحي 1060–1067                                                                                |                      | 1040 ابن البكر لـ جيفري الثاني، كونت غيتنايس و ارمينغارد من أنجو         | (1) جولين دي لانغيس ليس لديهم أبناء | 1096 العمر 56                    |
| فولك الرابع سيء المزاج 1067–1109                                                                              |                      | 1043 ابن الأصغر لـ جيفري الثاني، كونت غيتنايس و ارمينغارد من أنجو        | (1) هيلدغارد من باوغنس ابنة (2) ارمينغارد دي بوربون 1070 ابن (3) أورينغارد دي شاتيلايلون 1076 ليس لديهم أبناء (4) مانتي دي برين 1080 ليس لديهم أبناء (5) بيرتراد دي مونتفورت 1089 ابن | 14 أبريل 1109 العمر 66           |
| جيفري الرابع مارتل الأصغر 1103–1106                                                                           |                      | 1070 ابن فولك الرابع و ارمينغارد دي بوربون                               | لم يتزوج | 19 مايو 1106 كاند العمر 36       |
| فولك الخامس الشاب 1106–1129 أيضا: ملك بيت المقدس                                                              |                      | 1089 أنجيه ابن فولك الرابع و بيرتراد دي مونتفورت                         | (1) إرمينغارد كونتيسة ماين 1110 4 أبناء (2) ميليسندا 2 يونيو 1129 القدس ابنين | 13 نوفمبر 1143 عكا العمر 54      |
| جيفري الخامس بلانتاجنت 1129–1151 أيضا: كونت تور وماين، دوق نورماندي                                           |                      | 24 أغسطس 1113 ابن الأكبر لـ فولك الخامس وارمينغارد كونتيسة ماين          | الإمبراطورة ماتيلدا 17 يونيو 1128 3 أبناء | 7 سبتمبر 1151 قلعة لوير العمر 38 |
| هنري كورتمانتلي 1151–1189 أيضا: ملك إنجلترا، ماين، دوق نورماندي، آكيتاين وغاسكونية، لورد إيرلندا              |                      | 5 مارس 1133 لو مان ابن جيفري الخامس وماتيلدا من إنجلترا                  | إليانور دي آكيتيان 18 مايو 1152 بواتييه 8 أبناء | 6 يوليو 1189 شينون العمر 56      |
| ريتشارد قلب الأسد 1189–1199 أيضا: ملك إنجلترا، كونت ماين ونانت، دوق نورماندي، آكيتاين وغاسكونية، لورد إيرلندا | Richard I of England | 8 سبتمبر 1157 قصر بومونت ابن هنري الثاني ملك إنجلترا وإليانور من آكيتاين | بيرنغاريا من نافارا 12 مايو 1191 ليماسول ليس لديهم أبناء | 6 أبريل 1199 شالو العمر 42       |
| آرثر 1199–1203 أيضا: دوق بريتاني                                                                              |                      | 29 مارس 1187 ابن جيفري الثاني دوق بريتاني وكونستانس، دوقة بريتاني        | لم يتزوج | أبريل 1203 روان العمر 16         |

في 1204 أنجو تم غزو من قبل فيليب الثاني ملك فرنسا، وأعيد منحها لاحقاً لابن لويس الثامن جان الذي توفي في 1232 وهو في سن الثالثة عشرة، ثم لأخيه الأصغر شارل الذي أصبح في وقت لاحق ملك صقلية.

### سلالة الكابيتيون

#### أسرة أنجو
| الاسم                                                                                         | الصورة | الميلاد                                                            | الزواج                                                                                        | الوفاة                      |
| --------------------------------------------------------------------------------------------- | ------ | ------------------------------------------------------------------ | --------------------------------------------------------------------------------------------- | --------------------------- |
| جان الأول تريستان 1219–1232                                                                   |        |                                                                    |                                                                                               |                             |
| شارل الأول 1246–1285 أيضا: ملك صقلية، من ألبانيا، ومن القدس، ماين، ومن بروفنس، ومن فوركالكيور |        | 21 مارس 1226 ابن الأصغر لـ لويس الثامن ملك فرنسا وبلانكا من قشتالة | (1) بياتريس من بروفانس 31 يناير 1246 آكس أون بروفانس 7 أبناء (2) مارغريت من بورغندي 1268 ابنة | 7 يناير 1285 فودجا العمر 58 |
| شارل الثاني 1285–1290 أيضا: ملك نابولي، من ألبانيا، أمير ساليرنو، ومن آخايا                   |        | 1254 ابن شارل الأول و بياتريس من بروفانس                           | ماريا من المجر 1270 14 ابناً                                                                   | 5 مايو 1309 نابولي العمر 55 |
| مارغريت 1285–1299                                                                             |        | 1273 ابنة شارل الثاني و ماريا من المجر                             | شارل كونت فالوا 16 أغسطس 1290 كوريبل 6 أبناء                                                  | 31 ديسمبر 1299 العمر 26     |

في 1290 مارغريت تزوجت من شارل كونت فالوا أخ الأصغر لـ فيليب الرابع ملك فرنسا، أصبح كونت أنجو معها.

#### أسرة فالوا
| الاسم                                                    | الصورة | الميلاد                                                               | الزواج                                                                                                  | الوفاة                               |
| -------------------------------------------------------- | ------ | --------------------------------------------------------------------- | --- | ------------------------------------ |
| شارل الثالث 1270–1325 أيضا: كونت فالوا                   |        | 12 مارس 1270 ابن الرابع لـ فيليب الثالث ملك فرنسا وإيزابيلا من أراغون | (1) مارغريت من نابولي 1290 6 أبناء (2) كاثرين دي كورتيناي 1302 4 أبناء (3) ماهوت دي شاتيون 1308 4 أبناء | 16 ديسمبر 1325 نوغنت-لي-روي العمر 55 |
| فيليب 1293–1328 أيضا: فيليب المحظوظ، كونت ماين، من فالوا |        | 1293 ابن شارل من فالوا ومارغريت من نابولي                             | (1) جان العرجاء يوليو 1313 7 أبناء (2) بلانش من نافارا 11 يناير 1350 ابنة                               | 22 أغسطس 1350 نوغنت-لي-روي العمر 57  |

في 1328، فيليب دي فالوا اعتلى العرش الفرنسي وأصبح الملك (فيليب السادس)،  في هذا الوقت، عادت كونتية أنجو وماين وفالوا إلى التاج الملكي، في 26 أبريل 1332 منح فيليب كونتية لابنه البكر جان.
| الاسم                                                                        | الصورة | الميلاد                                     | الزواج | الوفاة                      |
| ---------------------------------------------------------------------------- | ------ | ------------------------------------------- | --- | --------------------------- |
| جان 1332–1350 أيضا: جان الطيب، كونت ماين، من بواتييه، دوق نورماندي، وآكيتاين |        | 16 أبريل 1319 ابن فيليب السادس وجان العرجاء | (1) بون من بوهيميا 28 يوليو 1332 كاتدرائية نوتردام، مولن 9 أبناء (2) جوان الأولى كونتيسة أوفرن 19 فبراير 1350 نانتير ابنين | 8 أبريل 1364 سافوي العمر 44 |

بعد صعود جان إلى العرش كـ جان الثاني في عام 1350، اللقب عاد مرة أخرى إلى التاج الملكي.

## دوقات أنجو
ساهم دوقات بشكل كبير في الإصلاح الاجتماعي بين القرنين الرابع عشر والخامس عشر

### النشأة الأولى: 1360–1481 –أسرة فالوا-أنجو
| الاسم                                                                                         | الصورة | الميلاد                                                                      | الزواج | الوفاة                                 |
| --------------------------------------------------------------------------------------------- | ------ | ---------------------------------------------------------------------------- | --- | -------------------------------------- |
| لويس الأول 1339–1383 أيضا: كونت ماين، من بروفنس وتورين، ملك نابولي                            |        | 23 يوليو 1339 قلعة فانسان ابن الثاني لـ جان الثاني ملك فرنسا وبون من بوهيميا | ماري دي بلوا 1360 3 أبناء                                                                                     | 20 سبتمبر 1384 بيشيلي العمر 45         |
| لويس الثاني 1377–1417 أيضا: ملك نابولي                                                        |        | 1377 تولوز ابن لويس الأول                                                    | يولاند من أراغون آرل 1400 5 أبناء                                                                             | 29 أبريل 1417 أنجيه العمر 40           |
| لويس الثالث 1403–1434 أيضا: كونت بروفانس، فوركالكير، بييمونتي وماين، دوق كالابريا، ملك نابولي |        | 25 سبتمبر 1403 ابن البكر لـ لويس الثاني و يولاند من أراغون                   | مارغريت من سافوي كوزنسا 1432 ليس لديهم أبناء                                                                  | 12 نوفمبر 1434 كوزنسا العمر 31         |
| رينيه 1409–1480 أيضا: كونت بروفنس، بييمونتي، دوق بار، لورين، ملك نابولي                       |        | 16 يناير 1409 قلعة أنجيه ابن الثاني لـ لويس الثاني ويولاند من أراغون         | (1) إيزابيلا دوقة لورين 1420 10 أبناء (2) جان دو لافال 10 سبتمبر 1454 دير سانت نيكولاس، أنجيه ليس لديهم أبناء | 10 يوليو 1480 آكس أون بروفانس العمر 71 |
| شارل الرابع 1446–1481 أيضا: كونت ماين، غيس وبروفنس                                            |        | 1446 ابن شارل من ماين، حفيد لويس الثاني                                      | جوان دي لورين 1474 ليس لديهم أبناء                                                                            | 1481 العمر 35                          |

ومع وفاة شارل الرابع، عادت أنجو إلى التاج الملكي .

### إنشاء الثاني: 1515–1531 –آل سافوي
| الاسم                                                        | الصورة | الميلاد                                                                             | الزواج                                                      | الوفاة                                  |
| ------------------------------------------------------------ | ------ | ----------------------------------------------------------------------------------- | ----------------------------------------------------------- | --------------------------------------- |
| لويز من سافوا 1476–1531 أيضا: دوق أوفرن، من بوربون، من نيمور |        | 11 سبتمبر 1476 بون دي آين ابنة الكبرى لـ فيليب الثاني، دوق سافوي ومارغريت دي بوربون | شارل من أورليان كونت أنغوليم 16 فبراير 1488 باريس ابن وابنة | 22 سبتمبر 1531 غريتز-سور-لوينغ العمر 55 |

### إنشاء الثالث: 1566–1576 –أسرة فالوا-أنغوليم
| الاسم                                                             | الصورة | الميلاد                                                                          | الزواج                                                       | الوفاة                         |
| ----------------------------------------------------------------- | ------ | -------------------------------------------------------------------------------- | ------------------------------------------------------------ | ------------------------------ |
| هنري الثاني 1566–1576 أيضا: دوفين فرنسا، دوق أنغوليم، دوق أورليان |        | 19 سبتمبر 1551 قصر فونتينبلو رابع ابن لـ هنري الثاني ملك فرنسا وكاثرين دي ميديشي | لويز دي لورين 13 فبراير 1575 نوتردام دي ريمس ليس لديهم أبناء | 2 أغسطس 1589 سان-كلود العمر 37 |

### إنشاء الرابع: 1576–1584 –أسرة فالوا-أنغوليم
| الاسم                                                                                             | الصورة | الميلاد                                                                | الزواج   | الوفاة                            |
| ------------------------------------------------------------------------------------------------- | ------ | ---------------------------------------------------------------------- | -------- | --------------------------------- |
| فرانسوا الأول 1576–1584 أيضا: دوق بيري، تورين، ألونسون، شاتيو تيري، إفرو، كونت برتش، ميولان، مانت |        | 18 مارس 1555 قصر فونتينبلو ابن الخامس لـ هنري الثاني وكاثرين دي ميديشي | لم يتزوج | 19 يونيو 1584 شاتيو تيري العمر 29 |

### إنشاء الخامس: 1608–1626 –أسرة بوربون
| الاسم                                                                       | الصورة | الميلاد                                                                          | الزواج | الوفاة                           |
| --------------------------------------------------------------------------- | ------ | -------------------------------------------------------------------------------- | --- | -------------------------------- |
| غاستون الأول 1608–1626 أيضا: دوق أورليان، دوق شارتر، كونت بلوا، دوق ألونسون |        | 25 أبريل 1608 قصر فونتينبلو ابن الثالث لـ هنري الرابع ملك فرنسا وماريا دي ميديشي | (1) ماري دي بوربون دوقة مونتبنسير 6 أغسطس 1626 نانت ابنة (2) مارغريت دي لورين 31 يناير 1632 نانسي 5 أبناء | 2 فبراير 1660 قلعة بلوا العمر 51 |

### إنشاء السادس: 1640–1660 –أسرة أورليان
| الاسم | الصورة | الميلاد                                                                              | الزواج | الوفاة                             |
| --- | ------ | ------------------------------------------------------------------------------------ | --- | ---------------------------------- |
| فيليب الأول 1640–1660 أيضا: دوق أورليان، دوق شارتر، فالوا، نومور، مونتبنسير، شاتلراليه، سان فراجيه، بيابري، أمير حوينفيل |        | 21 سبتمبر 1640 قلعة سانت-جيرمان-أون-ليون ابن الثاني لـ لويس الثالث عشر وآن من النمسا | (1) الأميرة هنرييت من إنجلترا 31 مارس 1661 القصر الملكي 3 أبناء (2) إليزابيث شارلوت من بالاتينات 16 نوفمبر 1671 شالون أون شامبانيا 3 أبناء | 9 يونيو 1701 قلعة سان كلو العمر 60 |

### إنشاء السابع: 1668–1671 –أسرة بوربون
| الاسم                | الصورة | الميلاد                                                                                      | الزواج | الوفاة                                         |
| -------------------- | ------ | -------------------------------------------------------------------------------------------- | ------ | ---------------------------------------------- |
| فيليب شارل 1668–1671 |        | 5 أغسطس 1668 قلعة سان-جيرمان-أون-ليون ابن الثاني لـ لويس الرابع عشر وماريا تيريزا من إسبانيا | -      | 10 يوليو 1671 قلعة سان-جيرمان-أون-ليون العمر 2 |

### إنشاء الثامن: 1672 –أسرة بوربون
| الاسم             | الصورة | الميلاد                                                                                       | الزواج | الوفاة                                 |
| ----------------- | ------ | --------------------------------------------------------------------------------------------- | ------ | -------------------------------------- |
| لويس فرانسوا 1672 |        | 14 يونيو 1672 قلعة سان-جيرمان-أون-ليون ابن الثالث لـ لويس الرابع عشر وماريا تيريزا من إسبانيا | -      | 4 نوفمبر 1672 قلعة سان-جيرمان-أون-ليون |

### إنشاء التاسع: 1683–1700 –أسرة بوربون
| الاسم                  | الصورة | الميلاد                                                                             | الزواج | الوفاة                      |
| ---------------------- | ------ | ----------------------------------------------------------------------------------- | --- | --------------------------- |
| فيليب الثاني 1683–1700 |        | 19 ديسمبر 1683 قصر فرساي ابن الثاني لـ لويس دوفين الأكبر وماريا فيكتوريا من بافاريا | (1) ماريا لويزا من سافويا 2 نوفمبر 1701 فيغيراس 4 أبناء (2) إليزابيث من بارما 24 ديسمبر 1714 غوادالاخارا 7 أبناء | 9 يوليو 1746 مدريد العمر 62 |

### إنشاء العاشر: 1710–1715 –أسرة بوربون
| الاسم                                    | الصورة | الميلاد                                                                                 | الزواج                                             | الوفاة                          |
| ---------------------------------------- | ------ | --------------------------------------------------------------------------------------- | -------------------------------------------------- | ------------------------------- |
| لويس المحبوب 1710–1715 أيضا: دوفين فرنسا |        | 15 فبراير 1710 قصر فرساي ابن الثالث لـ لويس دوفين الأصغر والأميرة ماري أديلايد من سافوي | ماريا ليزينسكا 4 سبتمبر 1725 قصر فونتينبلو 11 ابناً | 10 مايو 1774 قصر فرساي العمر 64 |

### إنشاء الحادي عشر: 1730–1733 –أسرة بوربون
| الاسم           | الصورة | الميلاد                                                             | الزواج | الوفاة                          |
| --------------- | ------ | ------------------------------------------------------------------- | ------ | ------------------------------- |
| فيليب 1730–1733 |        | 30 أغسطس 1730 قصر فرساي ابن رابع لـ لويس الخامس عشر وماريا ليزينسكا | -      | 17 أبريل 1733 قصر فرساي العمر 2 |

### إنشاء الثاني عشر: 1755–1795 –آل بوربون
| الاسم                                                                       | الصورة | الميلاد                                                                            | الزواج                                                              | الوفاة                        |
| --------------------------------------------------------------------------- | ------ | ---------------------------------------------------------------------------------- | ------------------------------------------------------------------- | ----------------------------- |
| لويس المرجو 1755–1795 أيضا: كونت بروفنس، كونت ماين، كونت برتش و كونت سينوتش |        | 17 نوفمبر 1755 قصر فرساي ابن الرابع لـ لويس، دوفين فرنسا وماريا جوزيفا من ساكسونيا | الأميرة ماري جوزفين من سافوي 14 مايو 1771 قصر فرساي ليس لديهم أبناء | 16 سبتمبر 1824 باريس العمر 68 |

## دوقات أنجو (دون إنشاء قانوني)

### 1883–حتى الآن –أسرة بوربون
بعد وفاة هنري كونت تشامبورد، فقط أحفاد فيليب الخامس ملك إسبانيا بقي من خط الذكور لـ لويس الرابع عشر، بحيث يعتبر هؤلاء الكارليين مطالبون بـ العرش الإسباني، بحيث استخدم بعض منهم هذا لقب مجاملةً. 
| الاسم                                     | الصورة | الميلاد                                                                              | الزواج                                                                       | الوفاة                        |
| ----------------------------------------- | ------ | ------------------------------------------------------------------------------------ | ---------------------------------------------------------------------------- | ----------------------------- |
| جاك 1919–1931 أيضا: دوق مدريد             |        | 27 يونيو 1870 فيفي ابن الثالث لـ كارلوس، دوق مدريد والأميرة مارغريتا دي بوربون-بارما | لم يتزوج                                                                     | 2 أكتوبر 1931 باريس العمر 60  |
| ألفونس شارل 1931–1936 أيضا: دوق سان خايمي |        | 12 سبتمبر 1849 لندن ابن الثاني لـ خوان، دوق مونتيثون وماريا بياتريس من النمسا-إستي   | إنفانتا ماريا دي لاس نبيس من البرتغال 2 أبريل 1871 كلينهوباخ ليس لديهم أبناء | 29 سبتمبر 1936 فيينا العمر 87 |

مع وفاة ألفونسو كارلوس في عام 1936، وبالأقدمية تم تمرير هذه المطالب إلى ملك إسبانيا المنفي ألفونسو الثالث عشر، وفي عام 1941 خلف انفانتي خايمي، دوق سيغوفيا والده ألفونسو الثالث عشر (ألفونسو الأول من فرنسا وفقاً لـ نظام البكورة) على أنه وريث لويس الرابع عشر، وبالتالي كـ المناصر للسلطة التشريعية ومطالب العرش الفرنسي،  ثم اعتمد على لقب دوق أنجو.
| الاسم                                                    | الصورة | الميلاد | الزواج | الوفاة                                                    |
| -------------------------------------------------------- | ------ | --- | --- | --------------------------------------------------------- |
| جاك 1941–1975 أيضا: دوق شقوبية، دوق مدريد                |        | 23 يونيو 1908 القصر الملكي دي لا غرانخا دي سان إيلدفونسو ابن الثاني لـ ألفونسو الثالث عشر ملك إسبانيا و فيكتوريا أوجيني من باتنبرغ | (1) إيمانويلا دي دامبيير 4 مارس 1935 كنيسة سان إيغناسيو دي لويولا, روما أبنين (2) شارلوت تيدمان 3 أغسطس 1949 إنسبروك ليس لديهم أبناء | 20 مارس 1975 سانت غالن العمر 66                           |
| ألفونس 1975–1989 أيضا: دوق قادس، دوق بوربون، دوق بورغندي |        | 20 أبريل 1936 روما ابن البكر لـ خايمي و إيمانويلا دي دامبيير                                                                       | ماريا ديل كارمن مارتينيث-بورديو وفرانكو 8 مارس 1972 القصر الملكي دي إل باردو ابنين                                                   | 30 يناير 1989 بيافر كريك رسورت، الولايات المتحدة العمر 52 |
| لويس ألفونس 1989–حتى الآن أيضا: دوق تورين، دوق بوربون    |        | 25 أبريل 1974 مدريد ابن الثاني لـ ألفونس وماريا ديل كارمن مارتينيث-بورديو وفرانكو                                                  | ماريا مارغريتا فارغاس سانتايلا 6 نوفمبر 2004 لا رومانا، جمهورية الدومينيكان 3 أبناء                                                  | -                                                         |

### 2004–حتى الآن:أسرة أورليان-بوربون
في 8 ديسمبر 2004 هنري، كونت باريس، دوق فرنسا الزاعم أورلياني على العرش الفرنسي، منح لابن أخيه شارل فيليب لقب دوق أنجو، بالنسبة لهم وكان عنوان متاحة لهم منذ عام 1824، ومع ذلك لا يعترفون بـ لقب مجاملة لابن عمهم.
| الاسم                     | الصورة | الميلاد                                                                      | الزواج                                                                   | الوفاة |
| ------------------------- | ------ | ---------------------------------------------------------------------------- | ------------------------------------------------------------------------ | ------ |
| شارل-فيليبي 2004–حتى الآن |        | 3 مارس 1973 باريس ابن البكر لـ ميشيل، كونت إفرو و بياتريس باسكال دي فرانكليو | ديانا ألفاريز بيريرا دي ميلو، دوقة كادفال 21 يونيو 2008 كاتدرائية إيفورا | -      |

## وصلات خارجية
- Titles of the counts and dukes of Anjou in the 11-16th centuries from contemporary documents with bibliography

قالب:قائمة حكام أنجو